# Autolytus ornatus
Autolytus ornatus är en ringmaskart som först beskrevs av Addison Emery Verrill 1873.  Autolytus ornatus ingår i släktet Autolytus och familjen Syllidae. Inga underarter finns listade i Catalogue of Life.